# Islas Blair
Las islas Blair son un grupo de pequeñas islas que se encuentran a unos 7 km al oeste del cabo Gray, en el sector este del ingreso a la bahía Commonwealth, Tierra de Jorge V, en la Antártida. Fueron descubiertas por la Expedición Antártica Australiana (1911–14) al mando de Douglas Mawson, quien denominó al grupo en honor a John H. Blair, Jefe del Aurora.

## Reclamación territorial
Las islas son reclamadas por Australia como parte del Territorio Antártico Australiano, pero esta reclamación está sujeta a las disposiciones del Tratado Antártico.